# Poda (Cetinje)
Pour les articles homonymes, voir Poda.
Poda (en serbe cyrillique : Пода) est un village du sud du Monténégro, dans la municipalité de Cetinje. Ce village ne compte plus d'habitant d'après le dernier recensement de 2003.

## Démographie

### Évolution historique de la population[1]
| 1948 | 1953 | 1961 | 1971 | 1981 | 1991 | 2003 |
| ---- | ---- | ---- | ---- | ---- | ---- | ---- |
| 108  | 123  | 104  | 74   | 12   | 0    | 0    |